# Agnes Jäger
Agnes Jäger (* 1975) ist eine deutsche Germanistin. Seit 2020 ist sie Professorin für Germanistische Linguistik mit Schwerpunkt Sprachwandel und sprachliche Variation am Institut für Germanistische Sprachwissenschaft der Friedrich-Schiller-Universität Jena.

## Leben
Von 1994 bis 2001 studierte sie germanistische Sprachwissenschaft, Philosophie und Volkskunde an der Georg-August-Universität Göttingen, der University of Wales, Lampeter  und der Friedrich-Schiller-Universität Jena (Stipendiatin der Studienstiftung des Deutschen Volkes, Examenspreis der Philosophischen Fakultät der Universität Jena 2001). Von 2001 bis 2006 war sie wissenschaftliche Mitarbeiterin am Lehrstuhl für theoretische Linguistik, Institut für Germanistische Sprachwissenschaft der Friedrich-Schiller-Universität Jena. Von 2006 bis 2012 war sie wissenschaftliche Mitarbeiterin am Lehrstuhl für historische Sprachwissenschaft, Institut für Linguistik der Goethe-Universität Frankfurt am Main, kooptierte Projektmitarbeiterin im Projekt „Syntax Hessischer Dialekte“. Nach der Promotion 2007 zum Dr. phil. an der Friedrich-Schiller-Universität Jena hatte sie von 2013 bis 2018 eine Juniorprofessur (mit Tenure Track) für deutsche Sprachgeschichte am Institut für deutsche Sprache und Literatur I der Universität zu Köln. Nach der Habilitation 2017 an der Universität zu Köln hatte sie von 2018 bis 2020 eine Universitätsprofessur für deutsche Sprachgeschichte am Institut für deutsche Sprache und Literatur I der Universität zu Köln. Seit 2020 ist sie Professorin für Germanistische Linguistik mit Schwerpunkt Sprachwandel und sprachliche Variation an der Universität Jena.
Ihre Forschungsschwerpunkte sind deutsche Sprachgeschichte (Althochdeutsch, Mittelhochdeutsch, Frühneuhochdeutsch), historische Syntax, historische Morphologie, Diachronie der Syntax-Semantik-Schnittstelle, sprachvergleichende Diachronie, Sprachwandeltheorie und Variation.

## Schriften (Auswahl)
- History of German negation. Amsterdam 2008, ISBN 90-272-5501-6.
- Hrsg. mit Chiara Gianollo und Doris Penka: Language change at the syntax-sematics interface. Berlin 2015, ISBN 3-11-035217-6.
- Vergleichskonstruktionen im Deutschen: Diachroner Wandel und synchrone Variation. Berlin 2018, ISBN 3-11-055872-6.
- Hrsg. mit Gisella Ferraresi und Helmut Weiß: Clause structure and word order in the history of German. Oxford 2018, ISBN 978-0-19-881354-5.